# Echtheidskenmerk
Een echtheidskenmerk is een eigenschap van een document of waardepapier, bijvoorbeeld een bankbiljet, bankpas, paspoort of (vroeger) een papieren bewijs van een aandeel of obligatie. Echtheidskenmerken worden aangebracht om vervalsing of valsemunterij te voorkomen. Wanneer alle echtheidskenmerken aanwezig zijn, dan is het waardepapier vermoedelijk geldig. Ontbreekt een echtheidskenmerk, dan is het waardepapier hoogstwaarschijnlijk een vervalsing en dus ongeldig.
Echtheidskenmerken kunnen zowel betrekking hebben op de eigenschappen van het papier als de wijze van drukken. Ook waardepapieren van kunststof kunnen echtheidskenmerken bevatten.
Bankbiljetten hebben meerdere echtheidskenmerken. Eurobiljetten zijn gemaakt van speciaal papier dat gemaakt is van katoenvezels. Er zitten speciale vezels en sterretjes in die oplichten als ze beschenen worden met een ultraviolette lamp.
De biljetten hebben een watermerk en een veiligheidsdraad.
Eurobiljetten zijn voorzien van een hologram. De inkt vertoont enig reliëf. Wanneer een biljet tegen het licht wordt gehouden vormen halve cijfers aan beide zijden een geheel (het doorzichtcijfer). Sommige biljetten hebben een glanzende band, andere hebben van kleur veranderende waardecijfers (optisch variabele inkt). Daarnaast draagt elk biljet een eigen uniek volgnummer.
Een bankpas is vaak alleen met een hologram beveiligd. Een paspoort heeft meerdere echtheidskenmerken. Rond de beveiliging van het Nederlandse paspoort deed zich vanaf 1984 de paspoortaffaire voor.
Aangezien elke burger bankbiljetten in ontvangst neemt, is het belangrijk dat men een biljet kan controleren. De meeste echtheidskenmerken van bankbiljetten worden dan ook publiek gemaakt. Er zijn echter enkele echtheidskenmerken die geheim worden gehouden, om het een valsemunter zo moeilijk mogelijk te maken.
Personen die beroepshalve documenten controleren, zoals douaniers en treinconducteurs, worden opgeleid om de kenmerken te kennen. Een burger heeft echter meestal geen mogelijkheden om het legitimatiebewijs van een opsporingsambtenaar, een huiszoekingsbevel e.d. op echtheid te controleren, omdat hij de echtheidskenmerken niet kent.